# Находкинская организованная преступная группировка
 Находкинская организованная преступная группировка (она же Вэпсовская организованная преступная группировка) — крупная преступная группировка, действовавшая в 1992—1994 годах на территории Находки Приморского края.

## Создание группировки

Андрей Вытирайлов

Основатели группировки, Юрий Давыдкин и Андрей Вытирайлов по кличке «Вэпс», освободились из мест лишения свободы в 1992 году. В 1988 году они были осуждены к 8 годам лишения свободы каждый, но по неизвестным причинам отсидели лишь три года. Давыдкин и Вытирайлов обладали достаточно большим криминальным авторитетом.
Давыдкин и Вытирайлов были уроженцами Находки. Вернувшись в родной город, они обнаружили, что за прошедшее с момента их посадки время он сильно изменился — кругом были частные магазины и фирмы, иномарки, в порту было огромное количество иностранных торговых судов, а китайцы и корейцы повсюду открыли свои палатки.
Впоследствии один из арестованных членов группировки рассказывал:
…Спросите, какой была Находка? Все вам ответят, что Находка была под чеченцами, то есть, если ты коммерсант — будь любезен, плати. Если ты не будешь платить, ты не будешь заниматься коммерческой деятельностью. Все ларьки — от дневных до круглосуточных принадлежали кавказцам, либо Хатуеву, либо азербайджанцам…
Лидером чеченской группировки, которой суждено было стать основным противником группировки Андрея Вытирайлова, являлся Асланбек Хатуев, человек достаточно образованный, имевший высшее образование по специальности «историк». В конце 1980-х годов он переехал из Грозного в Находку, купил недвижимость и перевёз туда многочисленных родственников. Вскоре, когда в Находке указом Президиума Верховного Совета СССР была создана свободная экономическая зона, Хатуев первым взял под контроль морской порт города, а также большую часть торгово-посреднических фирм. В результате значительная часть деловой жизни Находки, через которую проходили огромнейшие деньги, оказалась в руках кавказской диаспоры.
Заместитель прокурора Приморского края Богомолов так рассказывал о становлении группировки Вэпса:
…И когда, освободившись из мест лишения свободы, Вэпс и Давыдкин приехали в Находку, то город был уже наполовину под влиянием чеченской группировки. И, естественно, для того, чтобы организоваться, нужно было себя им противопоставить. Для этого Вытирайлов избрал националистический фон…
Данная самоустановка группировки нашла горячую поддержку у многих русских в городе, в том числе как у обычных его жителей, так и у достаточно влиятельных. Быстро сориентировавшись в ситуации, Вытирайлов и Давыдкин организовали свою группировку, целью существования которой стало взятие города в свои руки. Штабом группировки стало небольшое кафе «Молодёжное», расположенное на улице Молодёжной в Находке. Вытирайлов и Давыдкин ежедневно собирали здесь членов группировки для обсуждения текущих вопросов. Круглосуточно в кафе дежурили специальные бригады, которые были готовы в любое время выполнить любое задание. Группировка стала быстро набирать вес, в том числе и в глазах весьма влиятельных людей города, даже у чиновников и сотрудников милиции. Сохранились кассетные записи, которые недвусмысленно указывают на то, что и первые, и вторые часто обращались к бандитам за помощью в некоторых вопросах.

## Война с чеченцами
В декабре 1992 года произошёл первый конфликт между людьми Вэпса и Хатуева. Тогда неизвестными киллерами были расстреляны приближённые последнего Набиев и Магаев. Убийство осталось нераскрытым.
Ответный удар чеченцы нанесли в марте 1993 года — один из членов группировки был расстрелян из автомата. Убийство также осталось нераскрытым, однако уже на похоронах бандита можно было услышать, что его совершили чеченцы.
Хатуев вскоре нашёл поддержку в лице крупной организованной преступной группировки Евгения Романова. Объединившись, они стали серьёзной угрозой для группировки Вэпса. Весной 1993 года Давыдкин уехал по делам в Москву, а через несколько дней его тело было обнаружено на одной из столичных улиц.
8 мая 1993 года во Владивостокском аэропорту люди Вытирайлова во главе с самим Вэпсом должны были встретить гроб с телом Давыдкина. Как оказалось впоследствии, на привокзальной площади они столкнулись с людьми из группировки Романова. Убийца, бывший членом его группировки, и гроб прилетели одним и тем же рейсом. Когда Вытирайлов заметил убийцу, он всё понял, и приказал открыть огонь по «романовским». Те начали стрелять в ответ. Разборка произошла на глазах у сотен людей. Отстрелявшись, бандиты подхватили убитых и раненых, вскочили в машины и разъехались. Милиционер, дежуривший в аэропорту, попытался догнать беглецов, но не сумел. Спустя некоторое время на обочине одной из дорог под Находкой был обнаружен микроавтобус, в котором скрылись бойцы Романа. В нём остались пистолет и простреленная в нескольких местах куртка убитого члена «романовской» группировки. Следствие по делу о разборке на привокзальной площади быстро зашло в тупик, так как её участников никто не опознал.
Вэпс решил лично участвовать в акциях возмездия. 31 мая 1993 года в центре города, среди бела дня, он вместе с несколькими членами своей группировки, обстрелял двух чеченцев. Оба они получили тяжёлые огнестрельные ранения, но остались живы.
Не удовлетворившись результатами акции, в июне 1993 года Вытирайлов послал целую бригаду с заданием — обязательно убить кого-нибудь из чеченцев. 28 июня 1993 года на улице 25-летия Октября бандиты обстреляли из автоматов машину с кавказцами. В результате один из них погиб, ещё двое были ранены.
Эти дерзкие акты не вызвали никакого интереса ни у местных жителей, ни у правоохранительных органов. Богомолов рассказывал впоследствии:
...Эта идея поддерживалась не только простыми гражданами, проживавшими в городе Находка, но она была симпатична также представителям органов власти местной, даже представителям партий, которые так или иначе, вольно или невольно, стали их поддерживать...
Среди установленных связей Вытирайлова с местными политиками был, например, руководитель местного отделения социал-демократической партии (впоследствии — СПС) Виктор Аксинин. Используя свои контакты, он помогал Вытирайлову устанавливать связи в администрации города и с наиболее преуспевающими бизнесменами. При содействии Аксинина члены группировки открывали свои фирмы, получали кредиты в городских банках.
Осенью 1993 года наступил момент решающего сражения между группировками. Вначале дом Хатуева обкидали гранатами, но хозяин остался жив, после чего обнёс его трёхметровым забором. 22 октября 1993 года несколько членов группировки во главе с неким Бачуриным захватили брата Хатуева и двух случайных свидетелей и вывезли их в арендованный заранее гараж. Жертвы сумели бежать. 26 октября связанного с чеченцами бандита Шмуловича убили в ресторане «Залив Америка», любимом ресторане Вытирайлова. Спустя неделю в бане № 5 города Находка был убит случайно оказавшийся там чеченец Магомадов.
29 октября 1993 года были произведены массовые аресты членов группировки, в том числе был арестован и Вэпс, однако спустя какое-то время все они были выпущены.
Вскоре в одном из микрорайонов Находки бандиты вновь устроили нападение на чеченцев. На глазах сотен жителей окрестных домов они окружили машину с тремя кавказцами и захватили их. После этого они вывезли кавказцев за город, убили их и закопали. Под таким напором чеченцы были вынуждены отступить.
В течение нескольких месяцев 1994 года группировка Вытирайлова фактически управляла жизнью Находки.

## Аресты, следствие и суд
Чтобы остановить деятельность группировки, потребовалось вмешательство прокуратуры Приморского края и Генеральной Прокуратуры России. В ночь с 27 на 28 марта 1994 года прошли массовые аресты, однако Вытирайлов и ряд его сообщников скрылись от правосудия. Суд над арестованными завершился в 1999 году. 22 члена группировки были осуждены к различным срокам лишения свободы до 15 лет, в общей сложности к 170 годам.

## Дальнейшая судьба некоторых членов группировки
В 2001 году Андрей Вытирайлов неожиданно для всех сам явился в Управление ФСБ по Приморскому краю с повинной. Вероятно, он надеялся, что в связи с событиями на Кавказе и на фоне резкой антипатии к чеченцам сурового наказания ему удастся избежать. В феврале 2003 года суд приговорил Вытирайлова к 9 годам лишения свободы. Обжаловать приговор стороны не стали. В 2010 году бывший главарь ОПГ освободился и занялся предпринимательской деятельностью.
29 октября 2002 года глава находкинского отделения СПС Виктор Аксинин, связанный с группировкой Вэпса, был убит неизвестным киллером выстрелом в голову у двери собственной квартиры. Убийство так и осталось нераскрытым.